# Кубизам
Кубизам (фр. le cubisme), иновативан покрет модерне уметности који је постао доминантан облик авангардног сликарства и вајарства у Паризу пре Првог светског рата. Поред пресудног утицаја на ликовне уметности, снажно је утицао на развој дизајна и, у одређеној мери, на архитектуру. Кубизам је био сложен феномен и укључивао је не само нови стил, већ како је изразио један од његових водећих представника Хуан Грис, „кубизам је нови начин представљања света”.
Напуштајући перспективу и идеју посматрања предмета из једног фиксног угла и, у мањој мери, једног момента у времену, што је још од ренесансе била доминанта европског сликарства, кубисти су обрнули метод академског илузионизма „увођењем вишеструких тачки погледа на предмет, ломљењем облика и двосмисленим просторним односима у својим сликама, потпуно збуњујући очекивања посматрача”. Преуређивање и расипање простора и облика, значило је да се слику више не може видети као прозор у одређени свет, већ сада као једну вештачку структуру којом је створен уметников субјективни одговор на свет: слика је одједном постала ствар дводимензионалне композиције уместо тродимензионалне сликовне илузије. Кубизам је имао пресудан утицај за настанак апстрактног сликарства.

## Име кубизам
Кубизму су име дали критичара ликовне уметности, подсмешљиво назвавши „кубушчићима” једну слику Жоржа Брака. Име долази од речи кубус што значи коцка. Кубизам је поједностављивао облике у интерпретацији реалности на облике коцке, кугле и ваљка. Настао је 1907. и 1908. године у делима Жоржа Брака и Пабла Пикаса и свој врхунац је имао 1914. године.

## Историја кубизма
Истина је изнад сваког реализма, а појавност ствари не треба мешати са њиховом суштином.— Хуан Грис
Рани развој кубизма се првенствено веже за Пабла Пикаса и Жоржа Брака, мада старија претпоставка да су други кубисти просто њихови „следбеници” више није општи став свих историчара. У време кад су се спријатељили, 1907. године, Брак је био одушевљен ретроспективном изложбом Сезановог дела приређену у Јесењем салону, док је Пикасо највећи део године провео радећи на слици Госпођице из Авињона (1906-07.), у којој оштре и агресивне форме доста дугују утицају афричке скулптуре. Ова два извора, – Сезан и афричка уметност —,  од пресудног су значаја за настанак кубизма. Сезаново касно дело са истанчаним и  преклапајућим блоковима мрља боје, показало је како створити осећај чврстине и сликовне структуре без употребе традиционалне перспективе или моделовања облика. Бивше Бракове колеге фовисте, привлачио је овај осећај чврстине, али они вероватно нису били спремни да се упусте у експериментисање и дођу до властитих решења. Афричка уметност је раном кубизму пружила пример експресијом изломљених форми ослобођених од укочености. У Госпођицама из Авињона, лица две фигуре не само да подсећају на афричке маске, већ се фигуре извијају тако да је видљиво више него што би било могуће да су посматране из једног угла. Као и други који су слику први пут видели, Брак је остао шокиран. Забележено је да је рекао: „Упркос Вашим објашњењима, сликате као да хоћете да прогутамо фитиљ или попијемо бензин”. Пикасов утицај на Брака је овде био директан. У зиму 1907–08., Брак је насликао Велики акт, практично варијанту једне фигуре из Госпођица из Авињона.
Године 1911. изложба кубиста у Салону независних у којој су учествовали Робер Делоне, Фернан Леже, Хуан Грис, Жорж Брак, Пабло Пикасо и др., и где су упознали Аполинера (13 књига; Les peinters cubistes), сматра се почетком кубизма.
Кубизам је била критика класичног сликарства, јавља се као реакција на фовизам и потребу за простором у слици и његова метода је била апстрактна перспектива. Разликујемо две фазе у развоју кубизма и две његове методе које су се појавиле у свакој од фаза а то је метода из више погледа на мотиве у аналитичком кубизму и метода погледа из више углова у синтетичком кубизму. То представља динамично посматрање реалности и овај покрет очне тачке која је увек до тада била статична јесте допринос сликарству и његова најосновнија карактеристика.
Кубизам је поникао из дела и теорије Пола Сезана који је своја искуства и праксу навео у једном писму 15. априла 1904. године Емилу Бернарду у коме он пише да се цео реални свет састоји од коцке, кугле и ваљка, односно геометријских облика на које се сви облици могу раставити да би се насликали. Сезан је умро и после његове смрти је настао овај правац који је он иницирао у својим делима.
Почетком 1906. године у Паризу у делима многих уметника, примећује се нови приступ природи. Пре Сезана европски уметници су настојали да виде и представе природу у смислу њене материјалности. Сезан је зачетник тренда према тражењу нове реалности или универзалних непроменљивих квалитета, која се налази испод површине материје кроз посматрање и наглашавање њене основне, геометријске структуре. Овај нови поглед се развијао у наредном периоду од двадесет и пет година, паралелно са променама концепта схватања стварности у науци. Сезанов концепт је подразумевао тражење универзалне форме природе кроз геометријске облике, кубус, конус и лопту. У тражењу нове стварности, уметници који се базирају на Сезановом концепту, постепено преко фовизма, долазе до ликовног језика који ће касније резултовати у стил који добија име кубизам.
Један од најактивнијих младих уметника фовистичког покрета у Паризу од 1903. до 1906. године био је Шпанац Пабло Пикасо. Вероватно због свог дивљења према Сезановом делу или због жеље да преузме вођство Матиса у фовистичком покрету, Пикасо почиње да истражује нове могућности у начину изражавања у свом сликарству. Своја истраживања базира на анализи волумена и просторне структуре. Са скоро истим приступом као и Сезан, Пикасо је ипак незадовољан наглашавањем спољашњих карактеристика предмета и трага за методом изражавања њихове унутрашње структуре. У том тражењу новог израза коначно долази до решења и почиње да ствара слике приказујући више страна истог објекта. За ту идеју се инспирише не само у Сезану, него и у делима архаичне грчке као и афричке скулптуре.
Најуочљивији аспект кубистичке форме коју су развили Пикасо, Брак и њихови следбеници је геометријска кристализација површина објеката. На тај начин су покушавали да стигну до постојанијег поретка форме од онога који се на први поглед јавља у природи. Истовремено, традиционално илузионистичко представљање простора било је дато другачије, односно на начин који је уметник сматрао да је постојанија форма просторних односа, независна од промена светлости и дисторзије површина коју стварају перспективни закони.
Радећи на новој структури материје, посматране са естетске тачке гледишта и са примарним интересовањем за глобалну структуру слике, Пикасо је често стварао своја дела сужавајући избор средстава изражавања, на пример богатство боје. У том процесу редукције, настаје нови ликовни језик који не поштује површински изглед предмета, од примарне важности у ликовној уметности још од времена Ренесансе. Слике се сада стварају са намером да се нагласи њихова ликовна структура, а ликовна средства престају да буду у служби имитације природе.
Традиционално прихваћени облици и изглед објеката почињу да постају „чисте”, или боље речено, у највећој мери само форме. Ово наглашавање најбитнијих квалитета ликовних елемената (линије, валера, текстуре и боје), доводи до потребе за стварањем нове терминологије, којом би било могуће објаснити оно што уметник сада ради или покушава да створи. Појам „апстракција” који је до 1900. године имао опште значење, почиње да се користи за ову нову форму израза, за коју се сматрало да није повезана са посматраним објектом. Кубизам као полуапстрактна ликовна форма, може се сматрати претечом свих каснијих форми апстракције у ликовној уметности. Код полуапстрактне уметности, објекат из природе остаје донекле препознатљив, а процес трансформације форме, односно апстрахирање, представља израз уметникових размишљања или уверења о животу и материји. Апстрахирање може ићи од полуапстрактних стилова кубизма и футуризма до „чисте” апстракције Василија Кандинског и Пита Мондријана.
Кубизам је одиграо веома важну улогу за каснији развој апстрактне уметности. Први пут бива представљен свету у делима Пикаса и Брака, француског сликара који је сарађивао са Пикасом у развоју тог новог израза. Ова уметника радила су низ година у истом атељеу, истражујући и експериментишући са новим стилом, што се може сматрати првом свесном сарадњом на развоју новог уметничког стила у модерној и у историји уметности уопште. Уобичајеном кубистичком прилазу објекту, Жорж Брак је додао јединствен експресивни квалитет тиме што је почео да уграђује различите текстуриране материјале на површину платна. Та техника се зове „papier colle”, или једноставно колаж. Уопште гледано Брак је остао веран француској ликовној традицији са смиреним изразом, упркос коришћењу нових форми. Његово дело и темперамент, су у директном контрасту са квалитетима и темпераментом које срећемо у делима Пикаса, а то су снага и експлозивност. У свим Браковим делима у време кубистичког израза (од 1911. до 1914), осећа се рафинираност кроз одмерено манипулисање колоритом и валером. Узорци које је на тај начин постизао, су развијани у смислу ограниченог просторног волумена, једног од главних својстава кубизма.
Друга два позната сликара кубизма су Фернан Леже, француски сликар и Хуан Грис, сународник Пабла Пикаса. Обојица су препознатљива по строгом изразу који често налазимо код Пикаса, али не и жестину која се прожима кроз његово дело. Фернан Леже и Хуан Грис су у оквиру кубистичког израза развили индивидуалне форме које их издвајају из те групе као изузетне ствараоце. Стилистички мотив кубистичке форме Фернана Лежеа су машине, као директни утицај индустријализације друштва. Хуан Грис се није удаљавао од природе, него се бавио проблемима волумена и декоративним схемама које су сугерисале препознатљиве објекте. Развијао је своје површине у правцу препознавања објекта, али је свесно успевао избећи имитирање његовог површинског изгледа.

## Фазе развоја кубизма
Кубизам нема тачно омеђени почетак јер на њега литература није имала велики утицај а није изашао неки манифест по коме би се он могао одредити.
Прве импулсе можемо пратити око 1906. године на делима Пабла Пикаса и Жоржа Брака за време њихових заједничких студија у Паризу. Сарадња је трајала до почетка Првог светског рата 1914. године.
Кубизам се дели на фазе
- Преткубистичку (1906−1909 године) и у то доба спадају Жорж Брак и Пабло Пикасо. У то доба је кубизам био под утицајем претходних трендова и долазило је до откривања кубистичке перспективе. Постепено се предмети на сликама разлажу на геометријске форме а колорит је ненаглашен и употребљава се само палета сивих и браонских тонова.
- Аналитички кубизам (1909. - 1912. године) представља рани период кубизма, који карактерише структурална анализа форми. Брак и Пикасо у овом периоду посматрају форме предмета као геометријске структуре. Те форме за њих немају фиксне карактеристике предмета, него их чине серије равни и површина које указују на спољашње и унутрашње границе облика. Те границе ни у ком случају нису апсолутне будући да се константно претапају са границама других равни. Отварање геометријских форми не доприноси њиховој чврстини, него узрокује ефекат дисперсије волумена преко представљеног простора, чија се скоро непостојећа дубина артикулише преко разбијених планова који формирају преклапајуће углове. Током целог периода обојица уметника користе загасит тоналитет боје и представљају исти предмет из више углова на пикторалној површини. Долази до делимичне апстракције и предмети су замењивани другим предметима који су им слични и растављају се на једноставне геометријске форме које су представљане занемарујући у потпуности законе перспективе.
- Синтетички кубизам (1912. - 1914) је друга фаза кубизма која произлази од нове технике колажа коју започиње Брак 1912. године. Карактерише је конструисање композиције полазећи од апстраховане фигурације претходног периода. Боја поново заузима своје место а форме постају још више декоративне чему доприноси коришћење комада новинског папира, тапета, размонтираних кутија шибица и исечених штампаних слова. Ти елементи се лепе на платно и комбинују са цртежом у уљу, испуњавајући тако двоструку функцију: постају саставни део пикторалне равни и добијају своје место у простору слике. Од 1918. године, Брак ће обратити већу пажњу на тактилне и сензуалне квалитете, као и експресивне вредности боје, а покрет ће се завршити 1920. године, и његове идеје ће се уклопити у орфизам.
- Орфизам (1914. - 1923) је доба у којем се доспело до апстракције у правом смислу речи и у њој се искоришћавају ефекти боје. Уметници не имитирају и не труде се да растављају предмет и да га саставе од геометријских облика, и тиме се добијају сликарски елементи који су сасвим независни од реалности.
- После 1923. године дошло је до даљег развоја у кубизму, који више и није чист кубизам већ кубизам који је под неким другим утицајима као на пример имагинативни кубизам који је под утицајима надреалистичке уметности.

## Кубистичка архитектура
Кубизам је имао значајан утицај и на архитектуру и значајна кубистичка архитектура се налази у граду Прагу (Павел Јанак, Јосеф Гочар) где се развија посебан стил кубизма који полази од стварања пластичних декорација у народном стилу - рондокубизам.

## Познати кубисти
- Жорж Брак
- Марсел Дишан
- Хуан Грис
- Пол Кле
- Фернан Леже
- Жак Липшиц
- Маркуси- Луј Маркус
- Маревна (Марија Ворбиеф-Стеблефска)
- Жан Метсенже
- Александра Нехита
- Франсис Пикабија
- Пабло Пикасо
- Љубов Попова
- Дијего Ривера ("Master Cubist")
- Марија Василјеф
- Фриц Вотруба
- Бохумил Кубишта

Кубисти су били и критичари (Андре Саламон, Гијом Аполинер), песници (Макс Жакоб, Пјер Реверди, Гертруда Стајн) и други Жак Липшиц, вајари Рајмон Дишан-Вијон и Ели Наделман.
Робер Делоне бавио се "орфичким кубизмом" који је идентификован са Puteaux групом.